# 富蘭克林湖 (新澤西州)
富蘭克林湖（英語：Franklin Lakes）是美國新澤西州卑爾根縣的一個行政區。截至2010年人口普查，該行政區的人口為10,590，與2000年人口普查中的10,422個相比增加了168（+ 1.6％），也與1990年的人口普查中的9,873人還多549（+5.6）人。財富美國500強的其中之一公司美國BD公司的總部就位於富蘭克林湖。

## 經濟
富蘭克林湖託管著成立於1897年的醫療技術公司「美國BD公司」的公司總部。Medco Health Solutions是一家領先的藥物福利管理，其總部也設在這裡，直到2012年被另一家藥物福利管理的公司快捷藥方收購為止。

## 外部連結
- Franklin Lakes official website （页面存档备份，存于）
- Franklin Lakes Fire Department （页面存档备份，存于）
- Franklin Lakes Public Schools （页面存档备份，存于）
- School Data for the Franklin Lakes Public Schools （页面存档备份，存于）,
- Ramapo Indian Hills Regional High School District website （页面存档备份，存于）
- Franklin Lakes Public Library （页面存档备份，存于）
- The Franklin Lakes Journal （页面存档备份，存于）